# Ixtlahuacán del Río
Ixtlahuacán del Río (del náhuatl "Lugar de llanuras") es una población del estado mexicano de Jalisco, cabecera del municipio de Ixtlahuacán del Río. Se ubica al norte de la capital del estado. Forma parte de los altos de Jalisco. 

## Educación
Ixtlahuacán del Río cuenta con un índice de alfabetización de 7.6% para 2010 en habitantes mayores de 15 años. Un total de 43.3% de la población de 15 años o mayores no cuenta con una educación primaria completa.

## Infraestructura
Para 2010 1.3% de las viviendas particulares de la comunidad carecían de excusado y 0.3% de las habitaciones carecían de electricidad y 4.0% carecían de agua entubada. El promedio de viviendas habitadas con piso de tierra era de 2.5%.

## Demografía
El municipio de Ixtlahuacán del Río ocupaba en 2010 el lugar 41 a nivel estatal en el índice de marginación, con 51.4% de su población en pobreza multidimensional. En comparación, la ciudad de Ixtlahuacán del Río tiene un grado bajo de marginación, ocupando el lugar 40 de la municipalidad. El 51.4% de la población de la ciudad se encontraba en pobreza multidimensional con 15.4% de sus habitantes en pobreza extrema.

## Comunidades
Algunas de las comunas o ranchos de la comunidad incluyen:
- Agua Colorada
- Agua Rica
- Buenavista
- El Ancón
- El Chilar
- El Consuelo
- El Jagüey
- El Jagüeycito
- El Paso de Guadalupe
- El Rodeo
- El Salvial
- Hacienda de Guadalupe
- La Garruña
- La Higuera
- La Loma
- La Peña (La Peña de San Rafael)
- Las Trancas
- Los Puentes
- Mascuala
- Palos Altos
- Quelitán
- Quelitán el Viejo
- San Antonio de los Vázquez
- San José de Buenavista
- San Miguel de Abajo
- San Nicolás de los Abundis
- Tacotlán
- Trejos